# Лунула
Лунула (від лат. lunula — "маленький місяць, лунка або серп невеликого розміру") — різновид пекторалі,  особливий тип шийних прикрас епохи ранньої бронзової доби у вигляді півмісяця, виконаного із золота, бронзи або іншого металу. Наголос падає на перший склад. Крім цього, місяцем називається півмісяць біля основи нігтя.

## Опис
Найчастіше золоті Місяці знаходили під час розкопок на території Ірландії, проте іноді вони зустрічалися і в інших частинах Європи, зокрема, на території Великої Британії. Хоча датування жодної з лунул не встановлено точно, на підставі порівняння з іншими артефактами передбачається, що вони виготовлялися в період близько 2200—2000 років. до н. е. (Needham 1996, 124). На сьогодні відомо близько 200 знайдених лунул.
Найцікавіші лунули виявлені поблизу Керівоа в Бретані. Тут три лунули були виявлені в залишках скриньки з обрізками золотого листа і золотим стрижнем. Кінці стрижня були розплющені у вигляді лунул, що дозволяє припустити, що в даному випадку лунули виготовлялися шляхом кування із золотих стрижнів. Потім стилосом на них наносилися орнаменти. Сліди стилоса, виявлені на лунулах з Сен-Потена, Керівоа та інших місць, дозволяють припустити, що вони були виготовлені одним інструментом (і швидше за все, одним майстром).
Декоративний орнамент на лунулах сильно нагадує орнамент на дзвоновій кераміці, що відповідає археологічним шарам тієї ж епохи. Природним чином вони також нагадують трохи пізніші янтарні та гагатові намисто.
Лунули, виготовлені із золота та інших металів, як завершені, так і ще в процесі виготовлення, також знаходили на території Португалії.
Велика колекція лунул, що свідчать про контакти людей бронзової доби, представлена в скарбниці в археологічному музеї монастиря Жеронімуш, Белем, Лісабон.